# Фатеево (Тверская область)
Фатеево — деревня в Торопецком районе Тверской области. Входит в состав Кудрявцевского сельского поселения.

## Этимология
Название деревни образовано от вариации мужского имени Фаддей.

## География
Деревня расположена в западной части района, в 2 километрах (по прямой) от границы с Псковской областью. Расстояние до Торопца составляет 48 километров, до Озерца — 9,5 километров. Ближайший населённый пункт — деревня Шухово.
Климат
Деревня, как и весь район, относится к умеренному поясу северного полушария и находится в области переходного климата от океанического к материковому. Лето с температурным режимом +15…+20 °С (днём +20…+25 °С), зима умеренно-морозная −10…−15 °С; при вторжении арктических воздушных масс до −30…-40 °С.
Среднегодовая скорость ветра 3,5—4,2 метра в секунду.

## История
На карте РККА 1923—1941 годов обозначена деревня Фатеева. Имела 9 дворов.

## Население
| 2010 |
| ---- |
| 8    |

В 2002 году население деревни составляло 13 человек.
Национальный состав
Согласно результатам переписи 2002 года, в национальной структуре населения русские составляли 100 % от жителей.